# Samoa
|  | Aquest article tracta sobre l'Estat Independent de Samoa. Vegeu també illes Samoa i Samoa Nord-americana. |

Samoa (formalment Estat Independent de Samoa) és un estat de la Polinèsia que comprèn 4 illes habitades i 6 illots, situat a la part de ponent de l'arxipèlag de Samoa, a l'oceà Pacífic. La seva capital és Apia, a l’illa d'Upolu. La part oriental de l'arxipèlag és un territori dels Estats Units.
Abans era conegut com a Samoa Alemanya (1900-1914) i posteriorment Samoa Occidental (en samoà Samoa i Sisifo) (1914-1997). El canvi de nom, tot abandonant l'adjectiu «Occidental», manifesta el desig de veure tot l'arxipèlag reunit sota una única sobirania.

## Història
La història de Samoa va començar quan immigrants de les illes Lau en l'est de Fiji van arribar a les illes samoanes aproximadament fa 3.500 anys i d'aquí es van establir en la resta de la Polinèsia. El contacte amb els europeus va començar en els primers anys del segle xviii, però no es va intensificar fins a l'arribada dels comerciants i missioners britànics en els anys de 1830.
Al llarg del segle xix, el Regne Unit, l'Imperi alemany i els Estats Units van reclamar parts del Regne de Samoa, i van establir enclavaments de comerç.
El rei Malietoa Laupepa va morir el 1898 i va ser succeït per Malietoa Tooa Mataafa. Els cònsols nord-americans i britànics van fer costat a Malietoa Tanu, fill de Laupepa. Vaixells de guerra nord-americans i britànics, inclòs l'USS Philadelphia, van bombardejar Apia el 15 de març de 1899.
En la Convenció Tripartida de Samoa, una comissió conjunta de tres membres, Bartlett Tripp pels Estats Units, C. N. I. Eliot, C.B. per Gran Bretanya, i Freiherr Speck von Sternberg per Alemanya, van acordar dividir les illes. Alemanya va rebre la part occidental (posteriorment coneguda com a Samoa Occidental, avui dia només Samoa), que contenia Upolu i Savaii i altres illes adjacents. Aquestes illes van passar a anomenar-se Samoa Alemanya. Els Estats Units van acceptar Tutuila i Manu'a, que avui dia conformen el territori de Samoa Americana. El Regne Unit va renunciar a les seves aspiracions a Samoa, a canvi que Alemanya cedís els seus protectorats en les Illes Salomó septentrionals. La monarquia va ser separada de l'estat.
Des de 1908, amb l'establiment del moviment Mau ('opinió'), els samoans occidentals van començar a reclamar la independència. Poc temps després de l'esclat de la Primera Guerra Mundial, a l'agost de 1914, Nova Zelanda va enviar una força expedicionària per prendre i ocupar Samoa Alemanya. Encara que Alemanya va refusar lliurar oficialment les illes, no va haver-hi cap resistència i l'ocupació va tenir lloc sense cap combat. Nova Zelanda va continuar l'ocupació de Samoa Occidental al llarg de la Primera Guerra mundial. En 1919, sota el tractat de Versalles, Alemanya va abandonar les seves reivindicacions per les illes.
Nova Zelanda primer va administrar Samoa Occidental com un mandat de la Societat de Nacions i després com un fideïcomís de les Nacions Unides fins que el país obtingués la seva independència l'1 de gener de 1962 amb el nom de Samoa Occidental. Samoa va ser la primera nació polinèsia a restaurar la independència al segle xx.
El juliol del 1997, la constitució va ser esmenada per canviar el nom del país de "Samoa Occidental" a "Samoa". Samoa havia estat coneguda simplement com a Samoa en les Nacions Unides des de la seva unió a l'organització el 1976. El veí territori nord-americà de Samoa Americana va protestar el trasllat, sentint que el canvi disminuïa la seva pròpia identitat samoana. Els ciutadans de Samoa Americana encara usen els termes "Samoa Occidental" i "samoans occidentals".

## Geografia
Samoa està situat gairebé al centre de la Polinèsia al sud de l'equador, a mig camí entre Nova Zelanda i Hawaii. Des del 31 de desembre de 2011, està situada a l'oest de la línia internacional de canvi de data. Aquest canvi es va suprimir el dia 30 de desembre de 2011 en aquest estat, i també a Tokelau (estat veí). Aquesta mesura proposada pel primer ministre samoà, Tuilaepa Sailele, i aprovada pel parlament pretenia facilitar els intercanvis comercials amb Austràlia i Nova Zelanda.
L'àrea terrestre total és de 2.944 km². El 96% del total correspon a les dues illes principals: Upolu i Savai'i.
Destaquen els ciclons ocasionals, l'activitat volcànica, la desforestació, l'erosió del sòl, la invasió d'espècies i la sobreexplotació pesquera.

### Illes

Mapa de Samoa

L'estat de Samoa consta de dues illes principals, dues illes petites habitades i sis illots prop de la costa:
- Savai'i, la més gran i més occidental.
- Upolu, la més poblada, amb tres quarts de la població total, i amb la capital Apia.
- Illes a l'estret d'Apolima que separa les dues illes principals a una distància de 10 km:
  - Apolima
  - Manono
  - Nu'ulopa, illot deshabitat.
- Illots deshabitats al voltant d'Upolu:
  - Illes Aleipata, a l'est d'Upolu:
    - Fanuatapu
    - Namu'a
    - Nu'utele
    - Nu'ulua

  - Nu'usafee, al sud d'Upolu, també anomenada illa del Dimoni, ja que era un centre cultural samoà.

A l'est de l'arxipèlag es troben les illes del territori de la Samoa Nord-americana, més petites i menys poblades.

### Geologia
Les illes són d'origen volcànic, amb muntanyes escarpades i rocoses a l'interior, i una estreta plana costanera. L'alçada màxima de l'arxipèlag és de 1.858 m al Mauga Silisili de l'illa de Savai'i. L'illa d'Upolu té una altitud màxima de 1.113 m al mont Fito.

### Clima
El clima és tropical amb abundant precipitació. L'estació de pluges és de novembre a abril, amb una precipitació mitjana anual de 2.880 mm. Els ciclons són freqüents i devastadors per a l'agricultura. La temperatura mitjana oscil·la entre els 20 °C i 30 °C.

### Fauna i flora
La fauna de les Samoa és escassa i poc diversa: serps, sargantanes i ocells.
La flora, en canvi, és molt rica, amb espècies endèmiques. A l'interior, els boscos tropicals són exuberants. A les costes es troben cocoters, pandanàcies i mangles. Els mariners polinesis, ja en temps antics, van portar arbres fruiters, com ara bananers i arbre del pa, i hortalisses com taro, nyam, tapioca i moniatos.

### Infraestructures
Les Samoa tenen, a la capital Apia, un aeroport internacional i un gran port de passatgers i càrrega. Disposen de servei internacional de telèfon amb el codi +685, de telefonia mòbil i d'accés a internet.

## Economia
L’agricultura és la principal activitat econòmica (40% del PIB i prop del 50% de la població activa el 1992), però és molt perjudicada pels ciclons que periòdicament devasten l’arxipèlag. El 43% de la superfície és conreat, bàsicament amb plantacions de cocos —principal producte de l'exportació—, taros, mangos i alvocats. Hom explota també el bosc (47% de la superfície) i la pesca té importància per al consum interior. La indústria és molt poc desenvolupada (18% del PIB i prop del 4% de la població activa el 1993) malgrat l'establiment d’una fàbrica d’articles tèxtils i una de cables el 1992, a les quals s’afegí una planta per a la fabricació de peces d’automòbils el 1995. Destaquen els productes elaborats del coco (copra, principal producte d’exportació), materials de construcció i articles de pell. Pel que fa als serveis, té importància el turisme. El 1989 la gran banca hi establí un centre financer offshore. El comerç exterior té lloc sobretot amb Nova Zelanda, Austràlia, Singapur, EUA i Xina i arrossega un gran dèficit, només eixugat en part pel turisme, la tramesa de divises per part de treballadors samoans emigrats i l’ajut extern (especialment de Nova Zelanda). La unitat monetària és el tala o dòlar de Samoa.

## Demografia
La població total és de 203.770 habitants (estimació juliol 2020). Ètnicament, un 96% són samoans, un 2% mestissos i un 2% d'origen europeu.
Les llengües oficials són el samoà i l'anglès.

## Cultura

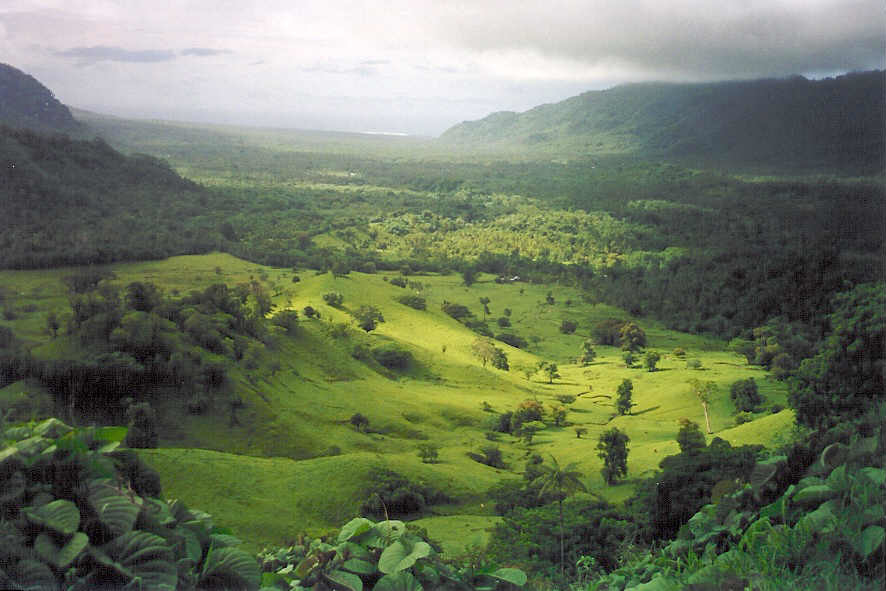
Vista de la vall de Falefa des del coll de Le Mafa, a l'est d'Upolu

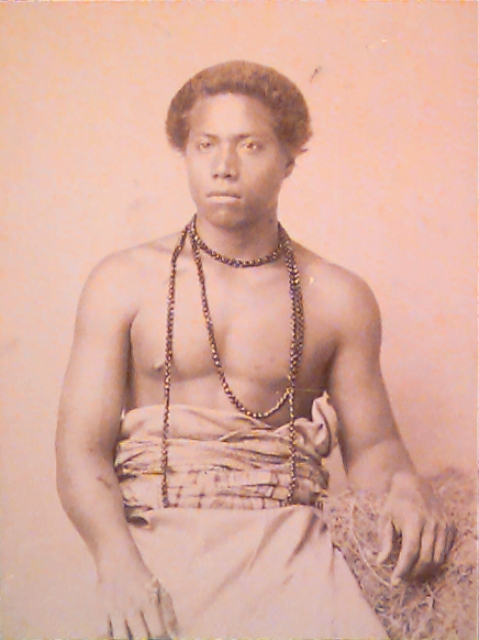
Un jove amb 'ie toga

La fa'a Samoa, o la manera tradicional samoana, continua a ser una força forta en la vida i la política de Samoa. Com a una de les cultures polinèsies més antigues, la fa'a Samoa es va desenvolupar durant un període d'uns tres mil anys, suportant segles d'influència europea per mantenir els seus costums històrics, els seus sistemes socials i polítics i la seva llengua. Els costums culturals com la cerimònia de l'ava de Samoa són rituals significatius i solemnes en ocasions importants, com ara l'atorgament de títols principalment matai. Els articles de gran valor cultural inclouen la toga finament teixida.
La mitologia samoana inclou molts déus amb històries de creació i figures de llegenda com Tagaloa i la deessa de la guerra Nafanua, la filla de Saveasi'uleo, governant del regne dels esperits Pulotu. Altres llegendes són la història de Sina i l'anguila que explica els orígens del primer cocoter.
Alguns samoans són espirituals i religiosos, i han adaptat subtilment la religió dominant del cristianisme per «encaixar» amb la fa'a Samoa i viceversa. Les creences antigues continuen coexistint al costat del cristianisme, especialment pel que fa als costums i rituals tradicionals de fa'a Samoa. La cultura samoana es centra en el principi de vāfealoa'i, les relacions entre les persones. Aquestes relacions es basen en el respecte, o fa'aaloalo. Quan es va introduir el cristianisme a Samoa, la majoria dels samoans es van convertir. Actualment el 98% de la població s'identifica com a cristiana.
Alguns samoans viuen una forma de vida comunitària, participant en activitats col·lectivament. Exemples d'això són les tradicionals fales (cases) de Samoa que estan obertes sense parets, utilitzant persianes fetes de fulles de coco durant la nit o el mal temps.
La dansa siva samoana té moviments suaus únics del cos al temps de la música i explica una història, tot i que les danses masculines samoanes poden ser més àgils. La sasa també és una dansa tradicional on fileres de ballarins realitzen moviments ràpids sincronitzats en el temps al ritme de tambors de fusta (paté) o estores enrotllades. Una altra dansa que fan els mascles s'anomena fa'ataupati o slap dance, creant sons rítmics donant cops a diferents parts del cos. Es creu que es va derivar de la bufetada d'insectes al cos.
La forma i la construcció de l'arquitectura tradicional de Samoa va ser una habilitat especialitzada de Tufuga fai fale que també estava vinculada a altres formes d'art culturals.

### Tatuatge

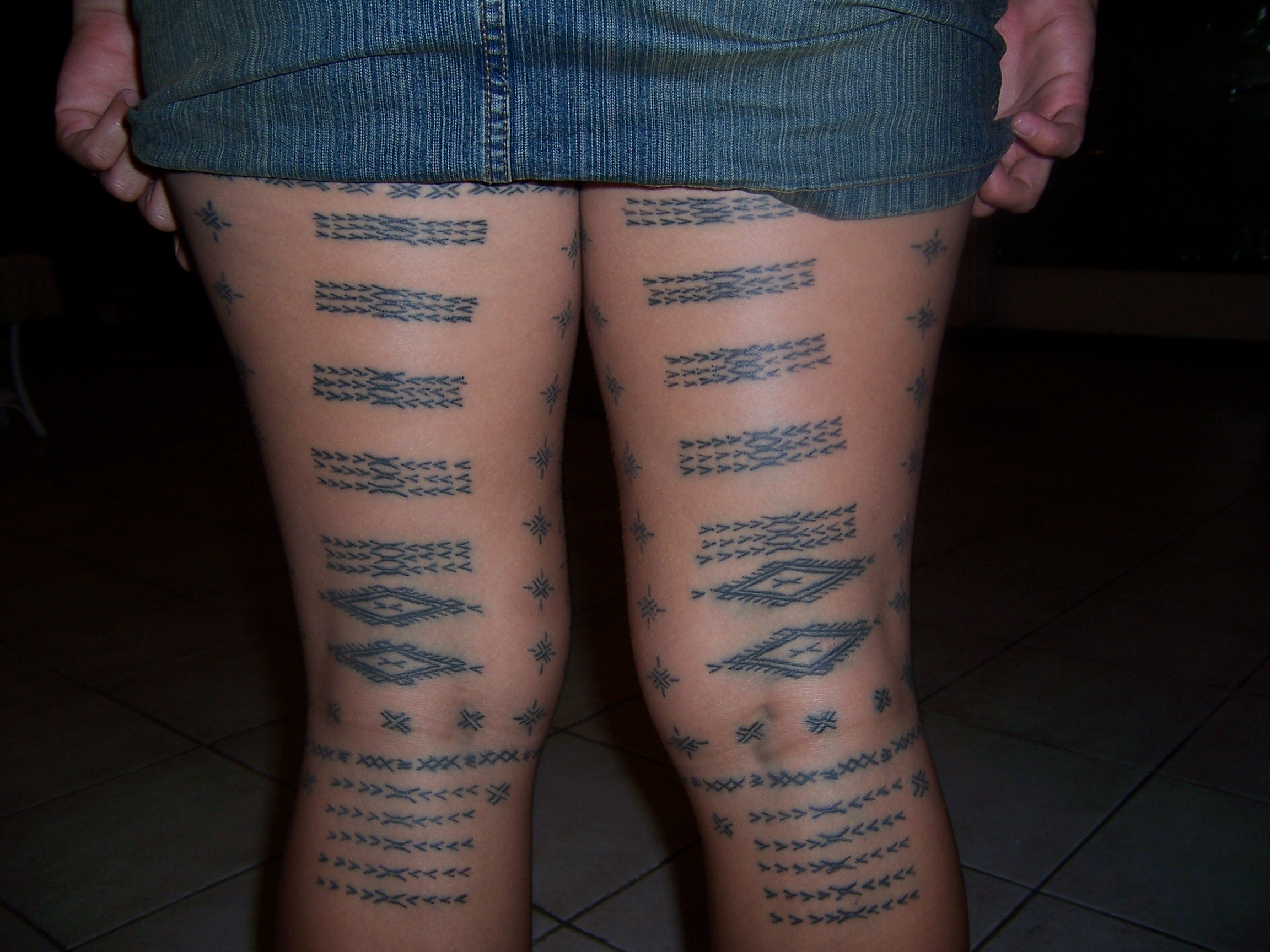
Una dona samoana amb un malu tradicional

Igual que amb altres cultures polinèsies (hawaiana, tahitiana i maorí) amb tatuatges significatius i únics, els samoans tenen dos tatuatges específics de gènere i culturalment significatius. Per als homes, s'anomena Pe'a i consta de patrons complexos i geomètrics tatuats que cobreixen zones des dels genolls fins a les costelles. Un mascle que posseeix un tatau així s'anomena soga'imiti. A una noia o teine samoana se li dona un malu, que cobreix la zona des de sota dels genolls fins a la part superior de les cuixes.

### Cultura contemporània
Albert Wendt és un important escriptor samoà les novel·les i històries del qual expliquen l'experiència samoana. El 1989, la seva novel·la Flying Fox in a Freedom Tree es va convertir en un llargmetratge a Nova Zelanda, dirigit per Martyn Sanderson. Una altra novel·la Sons for the Return Home també s'havia convertit en un llargmetratge el 1979, dirigida per Paul Maunder.
El difunt John Kneubuhl, nascut a Samoa Americana, va ser un dramaturg, guionista i escriptor consumat. La seva obra Think of Garden es va estrenar a Auckland el 1993 un any després de la seva mort, va ser dirigida per Nathaniel Lees, està ambientada el 1929 i tracta sobre la lluita de Samoa per la independència.
Sia Figiel va guanyar el 1997 Commonwealth Writers' Prize de ficció a la regió del sud-est asiàtic i el Pacífic Sud amb la novel·la Where We Once Belonged.
Momoe Malietoa Von Reiche és un poeta i artista reconegut internacionalment. Tusiata Avia és una poeta de performance. El seu primer llibre de poesia Wild Dogs Under My Skirt va ser publicat per Victoria University Press el 2004. Dan Taulapapa McMullin és un artista i escriptor. Altres poetes i escriptors samoans són Sapa'u Ruperake Petaia, Eti Sa'aga i Savea Sano Malifa, editor del Samoa Observer.
Pel que fa a la música, les bandes locals populars inclouen The Five Stars, Penina o Tiafau i Punialava'a. La versió de la cançó Sweet Inspiration de les Yandall Sisters va assolir el número u a les llistes de negocis de Nova Zelanda el 1974. King Kapisi va ser el primer artista de hip hop a rebre el prestigiós premi APRA Silver Scroll de Nova Zelanda el 1999 per la seva cançó Reverse Resistance. El vídeo musical de Reverse Resistance es va rodar a Savai'i als seus pobles. Altres artistes de hip-hop samoans d'èxit són el raper Scribe, Dei Hamo, Savage i Tha Feelstyle, el vídeo musical dels quals Suamalie es va rodar a Samoa.
Lemi Ponifasio és un director i coreògraf destacat internacionalment amb la seva companyia de dansa MAU. La companyia de Neil Ieremia, Black Grace, també ha rebut elogis internacionals amb gires per Europa i Nova York.
El hip-hop ha tingut un impacte significatiu en la cultura samoana. Segons Katerina Martina Teaiwa, doctora per la Universitat de Hawaii a Manoa, "la cultura hip hop, en particular, és popular entre els joves samoans". Com en molts altres països, la música hip hop és popular. A més, la integració d'elements de hip hop a la tradició samoana també "testifica la transferibilitat de les mateixes formes de dansa" i els "circuits pels quals viatgen les persones i tot el seu coneixement encarnat". La dansa tant en la seva forma tradicional com en les seves formes més modernes ha continuat sent una moneda cultural central per als samoans, especialment els joves.
L'organització artística Tautai Pacific Arts Trust era un col·lectiu informal d'artistes visuals com Fatu Feu'u, Johnny Penisula, Shigeyuki Kihara, Michel Tuffery i Lily Laita a la Dècada del 1980 i es va formalitzar en un fideïcomís el 1995 i ara és una organització artística líder del Pacífic. dirigida per Aanoalii Rowena Fuluifaga. Marilyn Kohlhase va dirigir una galeria centrada en el Pacífic anomenada Okaioceanikart del 2007 al 2013. Altres artistes contemporanis samoans importants són Andy Leleisi'uao i Raymond Sagapolutele.
La directora Sima Urale és cineasta. El curtmetratge d'Urale O Tamaiti va guanyar el prestigiós Millor Curtmetratge al Festival de Cinema de Venècia el 1996. El seu primer llargmetratge Apron Strings va obrir el 2008 NZ International Film Festival. El llargmetratge Siones Wedding, coescrit per Oscar Kightley, va tenir un èxit financer després de les estrenes a Auckland i Apia. La pel·lícula de 2011 The Orator va ser la primera pel·lícula totalment samoana, rodada a Samoa en llengua samoana amb un repartiment samoà que explicava una història exclusivament samoana. Escrit i dirigit per Tusi Tamasese, va rebre molta atenció i elogis de la crítica en festivals de cinema d'arreu del món.

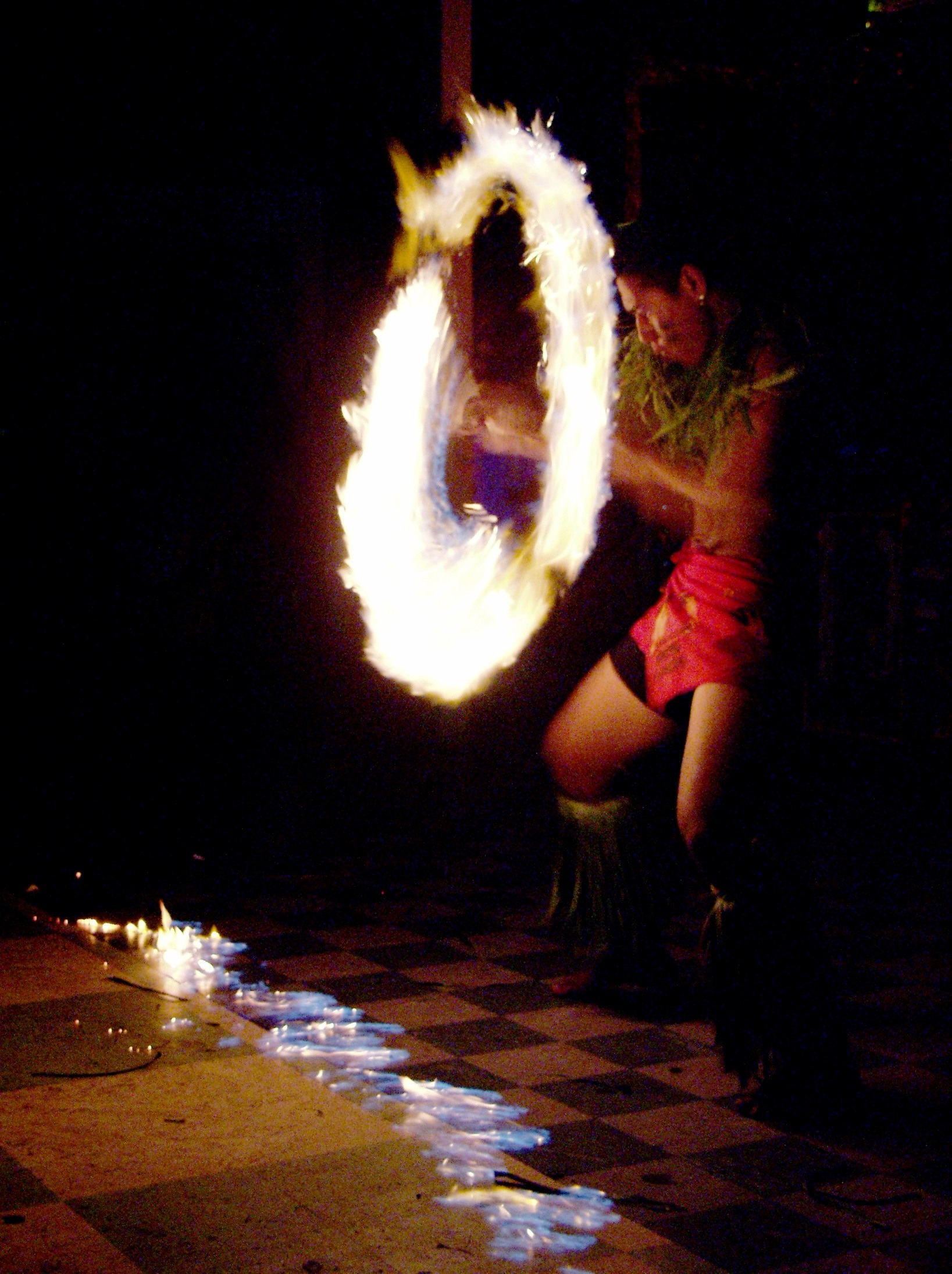
Una ballarina de foc samoana.
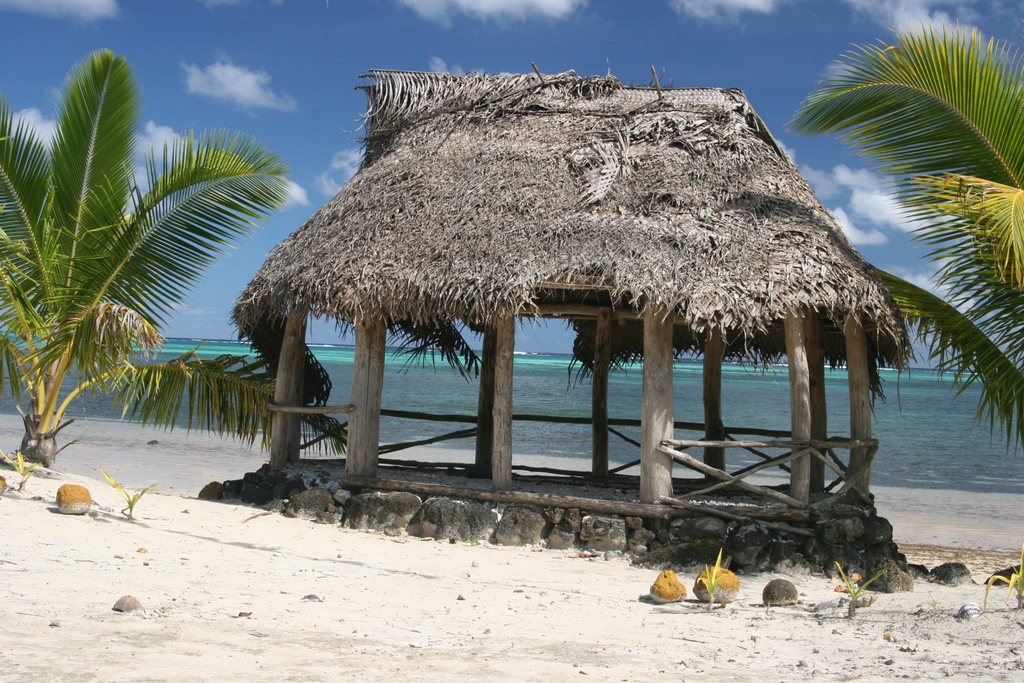
Unfals a l'illa Manono